# 小崎愃
小崎 愃（こざき けん、1939年12月14日 - 2018年12月）は、熊本県出身のアナウンサー。

## 来歴
立命館大学法学部卒業後、1964年に近畿放送（KBS京都、現在の京都放送）へ入社した（同期入社は飛鳥井雅和）。主に土曜・日曜競馬中継（日曜の中継は昭和末期まではラジオでの中継であったが、テレビに移行したことでラジオの競馬中継を終了した）を担当し、エキサイトナイター・近鉄エキサイトアワー、高校野球、関西学生スポーツ中継やタイムリー10にも出演した。
特に競馬中継では、ラジオではミスターシービー（1983年）・シンボリルドルフ（1984年）、テレビではナリタブライアン（1994年）が三冠を達成した瞬間を伝えたほか、ラジオではテンポイントが出走していた第25回日本経済新春杯（1978年）を、テレビではダンスインザダーク（1995年）・サイレンススズカ（1997年）の新馬戦をそれぞれ担当した実績がある。
1980年代まで競馬実況の中心であったが、1990年代初頭には久保房郎・濱野圭司・宮本英樹・寺西裕一ら後進に譲る判断で土曜競馬中継の司会進行に回る。しかし、イトマン事件の影響を受けたKBS京都が1994年に会社更生法の適用申請をするに至り、機を同じくしてこの事件に激怒した濱野・寺西らがKBSを退社する事態となったことから、人材不足を補うべく実況に復帰した。
退職後はフリーアナウンサーとして活動した。古巣・KBS京都のプロ野球中継を担当したほか、京都市伏見区のFM845でラジオパーソナリティを務め、2015年9月29日の「ピッカピカラジオ」をもって引退した。

## 競馬実況に関するエピソード
- 実況ではゴールの瞬間を「ゴールイン」ではなく「○○（勝馬）1着」と言うスタイルで、同局の後輩アナウンサーの多くが踏襲した。多用する言い回しとしては「直線に入りました、直線に入った」や「まもなく／やがて200の標識です」。大レースでは「わーわーと大歓声」、接戦の時は「ほとんど同時」と言うことが多かった。
- 日本ダービーをはじめ関東エリアのGIレースでも現地取材を行い、土曜中継の最終レース終了後や日曜中継でレポートを担当した。また、記録用に実況も行っている（レース当日の中継やダイジェストではラジオたんぱの実況を使用）。
- 1971年には映画「現代やくざ 血桜三兄弟」に声だけで出演し、劇中で実況を担当した[1]。
- 1996年のバイオレットステークスでは降雪により、1400mレースのうち、ゴール前約300m地点まで全く馬が見えない中での実況であった。
- 1978年の第25回日本経済新春杯では、実況内でテンポイントを「日本の、そして世界のアイドル」と称賛していたが、そのテンポイントは約1分後に故障を発症した。

## 主な競馬実況歴
下記のみならず、80年代前半までの近畿放送の競馬中継において多くのメインレースを担当した。

### GIレース
- 桜花賞（1981年）
- 天皇賞（春）（1981年、1982年、1989年～1991年、1994年）
- 菊花賞（1974年、1979年、1983年、1984年、1994年）
- ジャパンカップ（1991年）
- 天皇賞（秋）（1994年）
- マイルチャンピオンシップ（1995年）
- 阪神3歳ステークス（1975年）

### その他
- 金杯 (西)（1975年）
- 平安ステークス（1995年）
- シンザン記念（1997年）
- 日経新春杯（1978年）
- 京都牝馬特別（1996年）
- きさらぎ賞（1995年）
- 京都記念 (春)→京都記念（1975年、1995年）
- マイラーズカップ（1978年、1997年）
- 阪神障害ステークス (春)（1989年、1992年）
- プロキオンステークス（1996年）
- 鳴尾記念（1974年、1994年）
- 中日スポーツ賞4歳ステークス（1991年）
- 金鯱賞（1991年）
- 小倉記念（1991年）
- ローズステークス（1985年）
- ハリウッドターフクラブ賞（1973年）
- 京都記念 (秋)（1973年）
- スワンステークス（1996年）
- 朝日チャレンジカップ（1973年）
- デイリー杯3歳ステークス（1994年）
- 京都大障害 (秋)（1989年）
- ラジオたんぱ杯3歳ステークス（1991年）
- 阪神牝馬特別（1989年）

## 出演番組
KBS京都
- スポーツ中継[注 4]
  - 競馬中継[注 5]
  - エキサイトナイター・近鉄エキサイトアワーなどプロ野球中継[注 6]
  - 全国高等学校野球選手権京都大会中継[注 7]
- タイムリー10

FM845
- とんとんモーニング
- ピッカピカラジオ（最後の担当番組。2015年9月29日降板[6]）

## 出演映画
- 現代やくざ 血桜三兄弟（1971年、東映） - 作中における競馬実況[1]